# هوامش على دفتر النكسة
هوامش على دفتر النكسة، قصيدة سياسية طويلة من مؤلفات الشاعر العربي السوري نزار قباني، صدرت في عام 1967، عن منشورات نزار قباني في بيروت، لبنان. كُتِبت في أعقاب النكسة أو «حرب الأيام الخمسة»، وتعد أشهر قصيدة سياسية لنزار، وقد أثارت ردود فعل واسعة في الوطن العربي، وأحدثت جدلًا كبيرًا بين المثقفين العرب، ولعنف القصيدة صدر قرار بمنع نشر وبيع وتداول دواوين نزار في مصر، إضافة إلى منع إذاعة أغانيه في الإذاعة والتلفزيون المصريين، إلى أن ألغي القرار بأمر من الرئيس جمال عبد الناصر.